# エワ・ピアットコフスカ
エワ・ピアットコフスカ（Ewa Piatkowska、1984年9月16日 - ）は、ポーランドの総合格闘家、元プロボクサー。ラドム出身。元WBC女子世界スーパーウェルター級王者。

## 来歴
学生時代はバスケットボールに取り組み、ポロニャ・ワルシャワでプレー。高校卒業後はアメリカに留学しバスケ引退。
22歳でボクシングを始め、アマチュアで2007年シレジア選手権優勝と2008年ポーランド選手権準優勝。2008年世界選手権では準々決勝進出もロシアの選手に敗れる。
その時点ではプロ転向の意思はなく、ラグビーに一度転向し、2012年にはポーランド代表に選出されるが、結局プロボクサーに再度転向。
2013年2月16日、Maja Jahicを1回TKOで降しプロデビューを飾る。
2015年4月10日、デビュー6連勝でJane KavulaniとのWBC女子スーパーライト級シルバー王座決定戦を3-0判定で制しプロ初タイトル獲得。
2015年9月26日、エワ・ブロドニッカとノンタイトルで対戦するが、1-2判定でプロ初黒星。
2015年11月27日、Marie Riedererとのヨーロッパ女子ウェルター級王座決定戦を3-0判定で制しヨーロッパ王座獲得。
2016年5月7日、Karina Kopinskaに3-0判定で勝利。
2016年9月17日、Aleksandra Magdziak LopesとのWBC女子世界スーパーウェルター級王座決定戦に臨み、3-0判定で初の世界王座獲得。
2018年5月17日、マリア・リンドバーグを2-0判定で降しWBC王座初防衛成功。
2018年11月17日、オリネラ・ドミニを3-0判定で降し2度目の防衛に成功。
しかし、肩を負傷したため欠場に入り、2019年7月19日にKamilla Bokaとのノンタイトルを勝利したが、10月にWBC王座を剥奪されていたことを認めた。
2020年6月12日、Karina Kopinskaに3-0判定勝利、
2020年12月5日、Róża Gumiennaに2-0判定勝利。
2021年5月14日、Kenya Judy Waguthiiに3-0判定勝利、
2022年11月26日、Anna Andrzejewska戦でMMAデビューを判定勝利。

## 戦績
- プロボクシング：17戦 16勝 4KO 1敗
- 総合格闘技：1戦 1勝

## 獲得タイトル
- WBC女子スーパーライト級シルバー王座
- ヨーロッパ女子ウェルター級王座
- 第6代WBC女子世界スーパーウェルター級王座